# 7th Legion
7th Legion là một trò chơi máy tính thuộc thể loại chiến thuật theo lượt dành cho Microsoft Windows, do hãng Vision và Epic MegaGames phát triển và MicroProse phát hành vào năm 1997. Trò chơi bao gồm hai chiến dịch chơi đơn và hỗ trợ mục chơi nối mạng nhiều người chơi. Ngày 18 tháng 2 năm 2014, Tommo Inc. tái phát hành game trên GOG.com, nhưng không có mục chơi mạng.

## Cốt truyện
7th Legion diễn ra trong một tương lai xa xăm, thế giới lúc bấy giờ đang phải hứng chịu nạn nhân mãn lan tràn và sự tiêu dùng thiếu thận trọng đi kèm quá trình gây ô nhiễm nguồn tài nguyên thiên nhiên quý giá của Trái Đất, nhiều giai đoạn công nghiệp của nhân loại đang tàn phá hệ sinh thái của hành tinh này lên đến điểm cực hạn. Khi các nhà khoa học phát đi lời cảnh báo nghiêm trọng về thảm họa diệt vong sắp xảy ra, chính phủ các nước trên Trái Đất đã vội vã ban hành PEP - "Chương trình sơ tán hành tinh" (Planetary Evacuation Program) - để đưa mọi người dân rời khỏi thế giới này một cách an toàn trong những con tàu vũ trụ rộng lớn (Colony ship), bỏ mặc Trái Đất tự phục hồi lấy chính nó. Thật không may, vì chẳng có đủ chỗ chứa hết toàn bộ dân số, nên người ta đã nghĩ ra cách rút thăm xem ai sẽ đủ may mắn để thoát khỏi nạn đói hàng loạt và hỗn loạn cứ bám lấy cuộc di tản, làm thiệt mạng cả ngàn người, sau cùng chỉ có các mẫu vật xứng đáng nhất của loài người - thông minh, mạnh mẽ và giàu có - mới được chọn và nhận một vị trí phù hợp trên một trong những con tàu đang chuẩn bị cho bước nhảy vào vùng không gian đa chiều (Hyperspace).
Trong những thế kỷ sau cuộc di tản, phần lớn dân cư Trái Đất đã bị diệt vong, chỉ còn lại những kẻ sống sót, các bộ tộc rải rác của những người ở lại, bọn họ thành lập 7 "đạo quân lê dương" (Legion) để rồi tranh đoạt lẫn nhau nhằm kiểm soát cho bằng được những gì còn sót lại của một nền văn minh thời hậu di tản, công nghệ tiên tiến của họ xem chừng đủ sức cho những cỗ máy chiến đấu và "Tu sĩ" (Priest) - các chiến binh máy ban cho quyền năng "thần thánh" vô biên. Các sự kiện của thế kỷ trước và PEP đều được phủ lên cái bóng huyền thoại và truyền thuyết mà nổi tiếng nhất theo như lời đồn đại đó chính là "Sự trở về" (Returning), sau một thời kỳ chinh chiến liên miên, khi những "Người được chọn" (Chosen) đột nhiên trở về để đòi lại chủ quyền Trái Đất, dựa theo ba dấu hiệu báo hiệu sự trở lại của họ: Night without Darkness (Đêm không bóng tối), Day without Light (Ngày không ánh sáng) và Rain of Fire (Mưa lửa).
Vào đầu game, thế hệ thứ 7 của Chosen - hậu duệ của những người di tản - đã thực sự trở lại và sẵn sàng cho một cuộc chiến tranh với con cháu của những người ở lại nay đã đoàn kết lại nhằm đối mặt với kẻ thù khủng khiếp nhất này và gìn giữ Trái Đất thân yêu mà họ được thừa hưởng chính đáng từ tổ tiên, tất cả đều nằm dưới ngọn cờ mạnh nhất trong số tất cả Lê dương: 7th Legion (đó cũng là tiêu đề của trò chơi).

## Lối chơi
| 7th Legion            |          |         |
| Đánh giá              | Quốc gia | Điểm số |
| Computer Gaming World | Mỹ       | 3,5/5   |
| Game Revolution       | Mỹ       | D+.     |
| GameSpot              | Mỹ       | 41 %    |
| Gen4                  | Pháp     | 2/5     |
| Joystick              | Pháp     | 60 %    |
| PC Jeux               | Pháp     | 79 %    |

7th Legion vẫn giữ lại hầu hết những đặc trưng vốn có của thể loại chiến thuật theo lược là giao cho người chơi điều khiển một số binh sĩ. Trong game, người chơi vào vai một viên tướng thuộc một trong hai phe là Người được chọn (Chosen) hoặc những người bị bỏ lại phía sau với mục tiêu tổng thể quen thuộc là tiêu diệt phe địch. Để làm như vậy, người chơi phải tích lũy tiền của để xây dựng các công trình quân sự khác nhau và sản xuất xe tăng và nhiều cỗ máy chiến tranh trong khi còn chiêu mộ binh lính để chống lại kẻ địch của mình.
Mỗi người chơi cũng có thể thu thập loại "tuyệt chiêu" (power-up) đặc biệt có thể được tìm thấy trong các hộp chứa rải rác ngẫu nhiên trên khắp bản đồ. Các thùng đồ này sẽ ban tiền thưởng nếu người chơi thu thập được chúng mau lẹ. Những khoản tiền thưởng có thể khiến cho lực lượng của người chơi vô hình trước quân thù hoặc làm quân ta mạnh hơn và do vậy trở nên bất khả xâm phạm.
Điều khiến cho 7th Legion thật sự độc đáo ở chỗ đó chính là người chơi (và đối thủ của mình) có thể tận dụng lợi thế của những "thẻ bài ma thuật" (power cards). Những tấm thẻ độc chiêu này khi sử dụng sẽ có tác động rõ rệt lên đối phương tùy theo hiệu ứng riêng biệt. Một số thẻ sẽ tiêu diệt quân thù ngay tức khắc, hay ít nhất khiến cho chúng bị tổn thất nặng, trong khi số khác lại khiến binh lính phe địch có những hành động ngớ ngẩn khó lường, như dẫn chúng đi lung tung hoặc "bất tuân thượng lệnh", và do vậy người chơi có thể dễ dàng điều quân "dọn sạch sẽ" đám tép riu này rồi đánh thẳng tới căn cứ chính của đối phương, giành lấy thắng lợi trong tay.